# 宜昌作戦
宜昌作戦（ぎしょうさくせん）は、日中戦争中の1940年（昭和15年）5月から6月まで湖北省で行われた日本軍の作戦である。日本軍の第11軍が、中国軍第5戦区軍の撃破と宜昌の攻略を目的として実行した。中国側の呼称は棗宜会戦。

## 背景
1940年（昭和15年）初頭、前年末から中国軍の冬季攻勢を受けた第11軍は、すぐさま宜昌方面に対する一大反撃作戦を企図して支那派遣軍と計画を推し進めていた。ここで宜昌が選ばれたのは、李宗仁麾下の第5戦区軍に対して痛撃を加えることのほかに、対ソ連軍備（関東軍）充実を目的とする支那派遣軍（約85万）兵力削減のために進められていた重慶政府との和平工作（桐工作など）を促進する必要性から、重慶に直接迫って圧力を加えるという戦略上のねらいがあったからである。宜昌は重慶まで約480キロと最も近く、揚子江を遡江する外航船もここまでは自由に出入りできる表玄関であり、交通路の要衝でもあった。また、海軍も重慶爆撃の中継地として宜昌を確保するよう陸軍に働きかけていた。
兵力削減計画を進める陸軍中央部もこの作戦の必要性を認めたため、4月10日、大本営は宜昌作戦の実行を発令した。しかし、この命令には宜昌の占領確保は含まれていなかった。宜昌を永久確保するかどうかは計画の段階でも問題となっていたが、兵力増強が望めない現状では新たな占領地を維持する余裕は無いとして、作戦後は原駐地へ反転帰還することになっていた。また、大本営命令の上奏の際、昭和天皇から「宜昌のごときはできるならば手をつけるな」とのお言葉があったと伝えられ、支那派遣軍首脳部はこれを「御内示」であると深刻に受けとめていた。
冬季攻勢によって勢い付いた中国軍は、次期反攻のための第3期整訓で新たに80個師の編成充実を図り、その完了は6～8月ごろとみられていた。また、日本軍の進攻の企図を早期に察知し、第5戦区軍は頻繁に部隊の配置移動を行なって防備の強化に努めていた。

## 参加兵力

### 日本軍
- 第11軍 - 軍司令官：園部和一郎中将　（歩兵49～54個大隊。最終的に約8万人）
  - 第3師団、第13師団、第39師団
  - 石本支隊　（第40師団の歩兵4個大隊基幹、後に第40師団本隊も増援として到着）
  - 池田支隊　（第6師団の歩兵3個大隊基幹）
  - 小川支隊　（第34師団の歩兵2個大隊基幹）
  - 吉田支隊　（歩兵1個大隊、重砲・高射砲連隊などの混成）ほか。
  - 軍直轄部隊 - 軍戦車団（戦車第7連隊、戦車第13連隊）、野戦重砲兵第6旅団ほか。
  - 第13軍などからの増援
    - 倉橋支隊　（第15師団の歩兵4個大隊基幹）
    - 松井支隊　（第22師団の歩兵3個大隊基幹。第2期作戦で増援）
    - 漢水支隊　（第17碇泊場司令部基幹）
- 協力部隊 - 第3飛行団、第1遣支艦隊、第2連合航空隊

### 中国軍
- 第5戦区 - 司令長官：李宗仁上将　総兵力：約50個師（約35万人）
  - 第2集団軍 - 総司令：孫連仲　（第30軍、第68軍）
  - 第11集団軍 - 総司令：黄琪翔　（第84軍、第92軍）
  - 第22集団軍 - 総司令：孫震　（第41軍、第45軍）
  - 第29集団軍 - 総司令：王纉緒　（第44軍、第67軍）
  - 第31集団軍 - 総司令：湯恩伯　（第13軍、第85軍）
  - 第33集団軍 - 総司令：張自忠　（第37軍、第55軍、第77軍）ほか。
- 第6戦区 - 司令長官：陳誠上将　宜昌作戦中の6月に復活設置。

## 経過

### 第1期作戦（漢水東岸）
5月1日から4日にかけて日本軍の各兵団は進撃を開始、漢水支流の唐白河（中文）河畔で包囲態勢をとることを目指して急進した。第3師団は泌陽、沘源を第39師団は棗陽をそれぞれ攻略し、10日ごろまでに各兵団は唐河・白河流域まで進出したが、中国軍は日本軍の進路の側方へ退避し終わっていた。ここまでの経過は、丁度1年前に行われた襄東会戦とほぼ同様の経過で戦われ、その際にはここで反転帰還していた。5月8日、日本軍は「第1期作戦の目的達成」として第2期作戦の準備に取り掛かった。

#### 中国軍の反撃

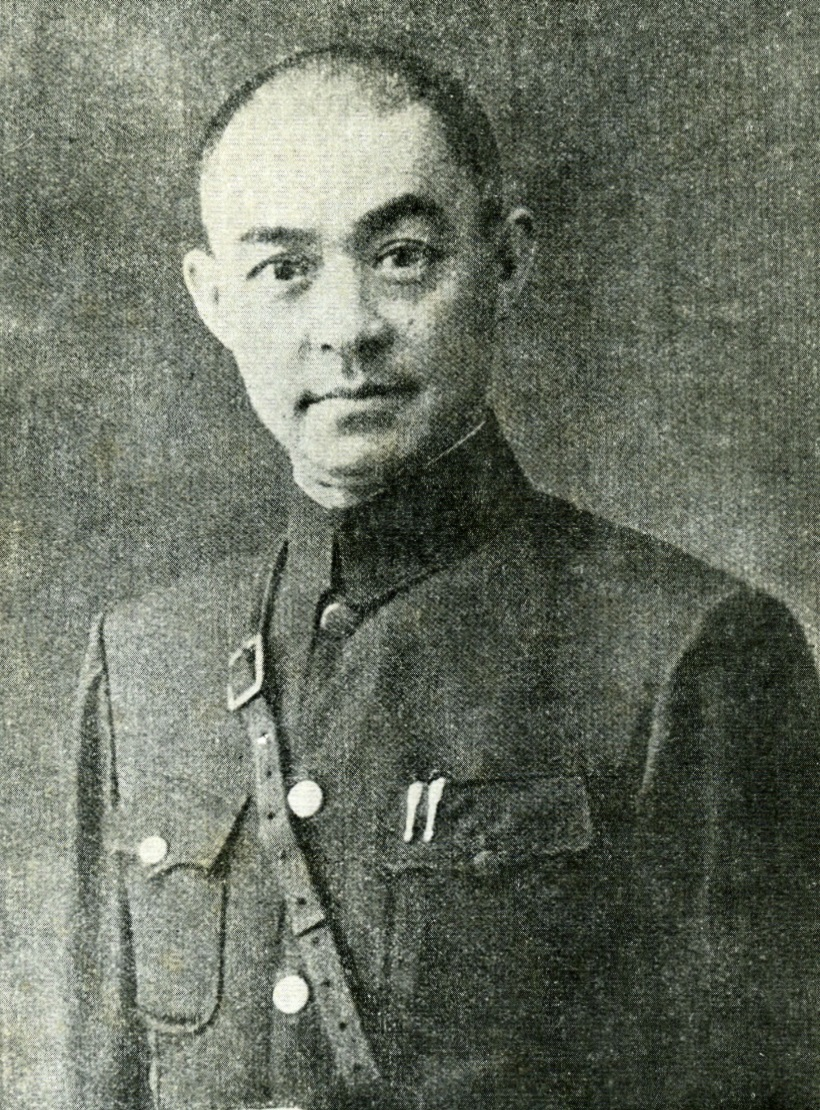
戦死した張自忠将軍。

中国軍は前年の経験から、この日本軍の動きを原駐地への退却と見て、集結する日本軍を追撃しようと攻勢に転じてきた。5月10日、第33集団軍総司令張自忠将軍が5個師を率いて宜城付近から漢水を渡河し東岸へ進出した。5月12日、第11軍は第13師団、第39師団、池田支隊を大洪山系に集結した張自忠集団軍撃滅のため南下させた。この日、北方に残った第3師団に第31集団軍（湯恩伯軍）が四周から押し寄せ、張自忠集団軍の一部が日本軍の兵站線（応山―棗陽）を数日間遮断した。
5月16日、張自忠集団軍司令部から発信される無線電信からその位置を掴んだ第11軍は、付近の山地を攻撃中の第39師団に位置を通報した。歩兵第231連隊の第11中隊第1小隊（長：松本治雄少尉）は、高地の稜線上の敵を攻撃しながら斜面を進撃中、偶然にも地隙に潜んでいた中国軍高級将校の一団と遭遇、手榴弾を投擲した直後に突入して多数の将校を潰滅した。このとき押収した書類や私物類から、これが第33集団軍司令部であったと判明し、捕虜にした当番兵の証言や専田盛寿大佐（第39師団参謀長）の検死から張自忠将軍の戦死が確認された。将軍の遺体は中国側に引き渡すことになり、日本軍は丁重に埋葬し護衛兵だった捕虜にその旨を伝えて釈放した。その晩、数百人の中国兵が墓を夜襲して遺体を運び去って行った。

#### 白河渡河戦

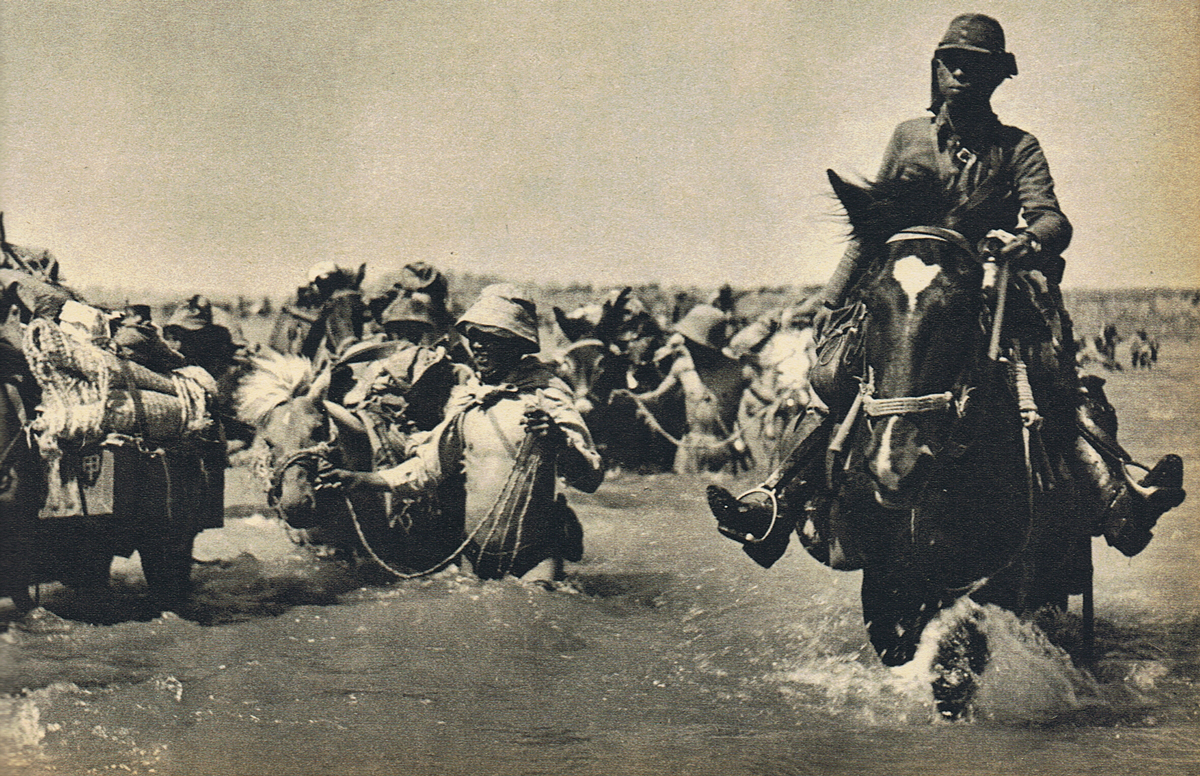
白河を渡渉する歩兵第6連隊の将兵。第3師団の主兵力として北回りで宜昌を目指した。

第11軍は中国軍を棗陽方面の平野に誘い出して殲滅することに決した。5月15日、第3師団は戦線から離脱して中国軍を誘致しつつ、16日棗陽付近に集結した。第11軍の各兵団は棗陽を中心に迎撃体制を整えたが、この誘いに乗った中国軍14～15個師が棗陽付近に迫ってきた。5月19日、日本軍は一斉に攻撃を開始、狼狽した中国軍は再び北西方に潰走した。追撃に移った日本軍は白河・唐河河畔で大きな戦果を挙げ、一部の部隊は老河口（第5戦区長官部の所在地）近くまで進出した。
このとき、第39師団の歩兵第233連隊（長：神崎哲次郎大佐）は中国軍を追撃して白河河畔に進出した。5月20日薄暮ごろ、連隊は渡河点を偵察するために3人の将校を派遣した。夕暮れ時で川面には霞がかかっており、前方に見える砂地を2人は対岸だと判断したが、1人は中洲と判断した。報告では前者2人のものが採用された。20日夜から渡河が開始され、21日0時ごろ対岸と思われた「中洲」に上陸した。渡河成功の青信号弾が打ち上げられるや、対岸から標定していた中国軍は一斉に猛射を開始した。遮蔽物の無い中洲へ次々に上陸した連隊はたちまち損害続出、3百数十人の犠牲者を出し神崎連隊長も戦死した。この「白河の渡河戦」は第39師団最大の悲劇と称された。
5月21日、兵站線が延びきった日本軍は追撃を打ち切り、反転を命じて漢水渡河の準備に移行し始めた。第5戦区軍15個師を撃破したとはいえ、炎天下の行軍で日本軍の疲労は極度に達していた。ここまでの戦果は遺棄死体約33,000、捕虜約1,000名、日本軍の損害は戦死850名、戦傷約3,000名であった（5月31日まで）。

#### 作戦続行の可否
今回の作戦は、もともと冬季攻勢に対する反撃作戦であり、中国軍を破砕できれば足りるものであった。園部軍司令官を始めとする第11軍司令部の幕僚たちの一部は「作戦の打ち切り」を考え、第2期作戦の実行を躊躇していた。5月23日、作戦続行の可否について協議が行われ、参謀長や兵站関係の参謀たちは打ち切りを主張した。その主張は、「部隊は炎天下の機動戦に疲労困憊しており、大本営が占領を認めていない宜昌まで行く必要はない」というものであった。これに対し積極派の作戦参謀たちは、「ここまでの戦果に満足して作戦を中止しては、第11軍の統率上の権威（上下の信頼）が失われてしてしまう」として強硬に反対した。結局意見は積極論に一致し、作戦続行が決定され第2期作戦に踏み切った。

### 第2期作戦（漢水西岸）

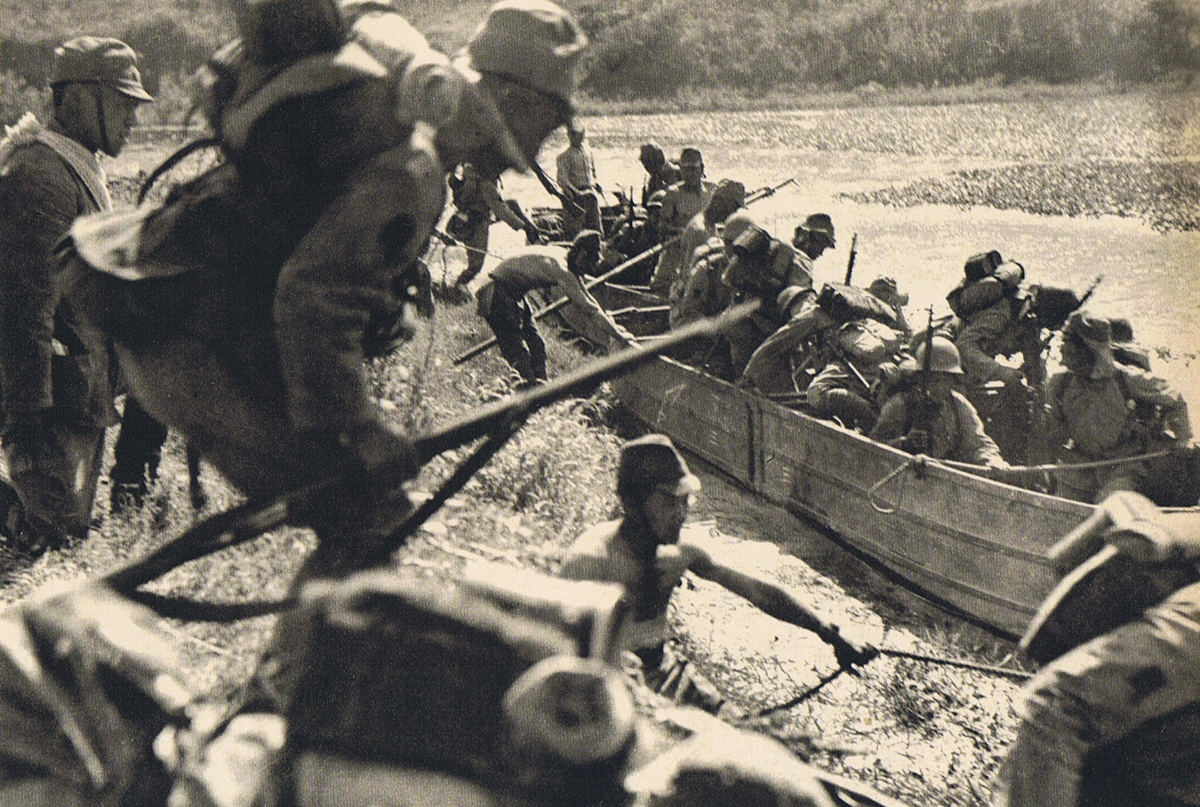
6月5日の漢水渡河後、湖沼地帯を船で進む池田支隊。翌々日支隊は荊州と沙市に到達した。

5月31日夜、第3師団と第39師団は襄陽対岸付近から漢水の渡河を開始した。命令は隠密渡河であったが、白河の渡河戦を味わった第39師団は砲兵射撃を実施して強行渡河した。6月1日、襄陽を占領した両師団は南下を開始した。中国軍は張自忠将軍を失ったこともあり、各軍の連携を失って各個に撃破されて潰走しつつあった。日本軍が襄西（漢水以西の呼称）に進出したことは重慶政府に動揺を与え、陳誠（軍事委員会政治部長）を宜昌に派遣して軍を統一指揮させた。
6月4日には、南方から第13師団、池田支隊、漢水支隊が漢水を渡河し宜昌を目指して西進を始めた。第11軍は北と南の兵団を統合して、宜昌東方の当陽付近で中国軍を包囲撃破することにした。日本軍は荊州、沙市など中国軍の根拠地を覆滅しながら進撃し、鹵獲品は連日増大した。6月9日、当陽周辺の包囲網は狭められ、第13師団は当陽南地区の陣地を突破、中国軍を潰走させて宜昌方面に迫った。一方、第3師団は峡口の山険で頑強に抵抗する中国軍第2軍よって進出を阻まれていた。

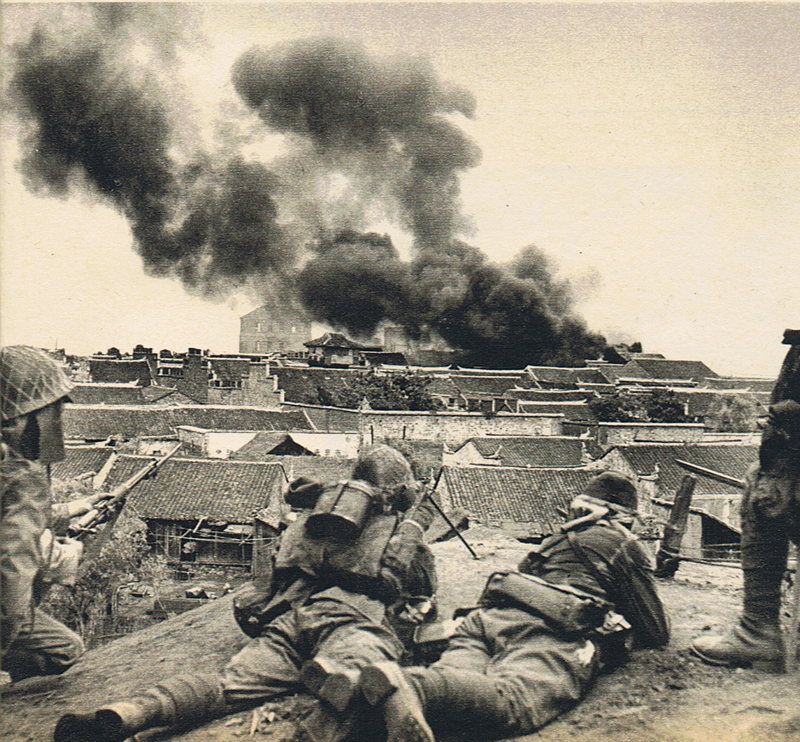
沙市を掃討中の歩兵第23連隊・第2大隊。この部隊は池田支隊に属し第13師団と共に東から宜昌方面へと進軍した。

6月10日、第11軍は第13師団に対して宜昌の攻略を命令した。先陣を逃した第3師団と第39師団の将兵たちは落胆憤慨したが、第11軍は両師団に配慮して各一部部隊を宜昌攻略に参加させるよう追加命令した。翌11日夕刻、第13師団は宜昌に突入し、12日には宜昌を完全攻略した（この日、ヨーロッパではパリが陥落した。）。

### 宜昌再占領問題
支那派遣軍総司令部では一部で「宜昌確保」の意見が現れていたが、中央部の進める兵力削減問題から第11軍に対して新たな兵力を増強させることはできず、6月17日、日本軍は計画通り宜昌からの反転帰還することになった。
そのころ、東京の参謀本部ではヨーロッパ戦線における激動が大きく影響を与え（6月11日のイタリア参戦、12日のパリ陥落など）、南進論の沸騰や、事変の早期解決の積極論が高調していた。そして、重慶政府に与える影響の大きさから宜昌保持の要望も急速に広まっていたのである。6月15日、軍令部総長が上奏の際に、重慶爆撃の中継地として宜昌が大きな価値を持つことを言及すると「陸軍は宜昌はなんとかならないのか」との御下問があった。ここで参謀本部の態度は宜昌確保に一致決定され、翌日確保命令が出された。
命令は即座に宜昌から反転帰還中の前線部隊へ伝達された。前夜から反転を始めていた第3、第13師団は、命令を撤回して宜昌の再占領に向かった。一方、中国軍は宜昌から反転していく日本軍をみて、陳誠指揮の下に一斉に宜昌へ進出しつつあり、そこへ再び反転してきた日本軍との間で激戦が展開された。6月24日になってようやく日本軍は市街の掃討を完了させた。

## 結果
再び宜昌を占領した日本軍ではあったが、反転の際の破壊命令に従って鹵獲した物資（兵器・弾薬・ガソリンなど）の大半を焼却または揚子江に投棄してしまっていた。また将来利用できたであろう兵舎や橋梁、通信設備（電柱など）も徹底的に破壊していたため、その後駐屯する日本軍部隊は苦労することになった。
大本営は、占領地域の広がった第11軍に対して第4師団を満州から転用させてその戦力に加えた。
この作戦での総合戦果（6月24日まで）は、交戦敵兵力約35万人、遺棄死体63,127、捕虜4,797人、鹵獲品は野砲11、山砲12、機関砲2、迫撃砲53その他多数が報告された。日本軍の損害は、戦死1,403人、戦傷4,639人であった。
本作戦で第5戦区軍に与えた精神的・物質的な打撃は甚大であると見られた。重慶では日本軍の重慶進攻の噂が流れ、国民政府内部での抗戦・和平派の分裂が激化するなど動揺が拡がった。蔣介石総統が抗戦8年間に最も危機を感じたのは、この宜昌作戦の時であったと言われる。